# Rosh Hashanah (Talmud)

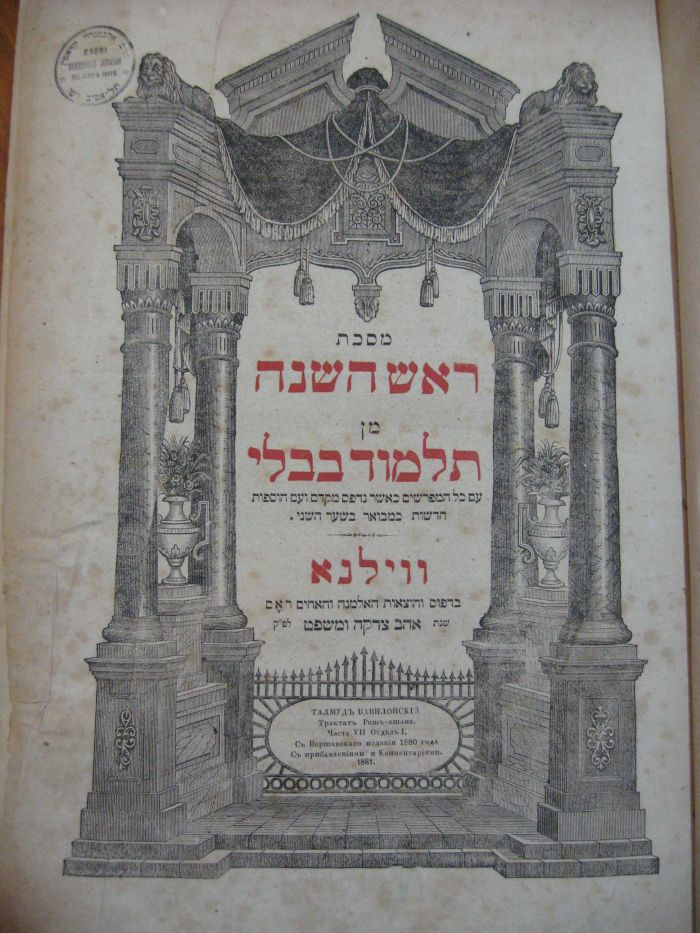
Frontespizio del Trattato Rosh Hashanah, edizione di Vilna (1921).

Rosh Hashanah (in ebraico ראש השנה ‎?) è il titolo di un testo della Legge ebraica che si trova nella Mishnah, che a sua volta forma la base dei trattati ebraici dei due Talmud, quello babilonese e quello gerosolimitano. È l'ottavo trattato dell'Ordine di Moed. Il testo comprende le importanti regole del calendario ebraico annuale - insieme ad una descrizione dell'inaugurazione dei mesi - le leggi sulla forma e uso dello shofar e quelle sui servizi liturgici durante la festività di Rosh Hashanah.

## Contenuti
Il trattato Rosh Hashanah si concentra principalmente sulla determinazione del calendario ebraico. L'ultimo capitolo tratta dello shofar, di come lo si suona nel festival dell'Anno Nuovo.
Quando inizia l'anno ebraico? Secondo l'Esodo (12:2), il primo mese è quello chiamato "mese della primavera", cioè Nisan. Il festival celebrato dagli ebrei col nome "Rosh Hashanah" ("inizio dell'anno") è però «l'occasione sacra commemorata con forti esplosioni» nel primo giorno del settimo mese, cioè Tishri (cfr. Levitico 23:24). Così era noto a Filone di Alessandria e a Flavio Giuseppe, e riportato inoltre nei Rotoli del Mar Morto. Anche l'anno seleucida, comunemente usato nei documenti dell'epoca, iniziava d'autunno.
Attualmente è usanza affermata quella di usare date di calendario diverse per diverse occasioni, tipo quella dell'anno fiscale, anno scolastico, anno accademico e anno liturgico. Similmente i Saggi della Mishnah considerarono necessario definire l'anno secondo la materia trattata (per documenti, tasse, decime e liturgia).
La Mishnah inizia con un resoconto dei capodanni religiosi e civili; parla dei quattro giorni del giudizio durante i festival di pellegrinaggio e di Rosh Hashanah (1:2); dei sei mesi nei quali i messaggeri del Sinedrio annunciano ciascun mese (1:3); dei due mesi all'inizio dei quali i testimoni si annunciano al Sinedrio, anche durante lo Shabbat (1:4) e quando la luna è visibile a tutti (1:5); Gamaliele chiese di sabato di inviargli quaranta coppie di testimoni da una certa distanza (1:6); quando padre e figlio (i quali, poiché sono imparentati, non potrebbero testimoniare insieme) vedono che c'è il "novilunio" si devono mettere in viaggio per andare dal beth din (1:7).
I deboli e gli ammalati vengono trasportati in barella e sono protetti dagli attacchi dei Sadducei; devono inoltre ricevere cibo poiché i testimoni possono viaggiare anche di sabato (1:9). Altri li accompagnano per identificare l'ignoto (2:1). Nei tempi antichi segnali falò sulle montagne annunciavano a tutti, fino a Babilonia, che il mese era stato santificato. La pratica di avere testimoni e messaggeri fu introdotta dopo che i Sadducei avevano tentato di praticare l'inganno (2:2, 2:3, 2:4). Un grande tribunale chiamato Bet Ya'azeḳ era il luogo di riunione dei testimoni (2:5); pasti abbondanti venivano serviti e le necessarie dispense dalla Legge venivano concesse (2:6); la prima coppia di testimoni veniva interrogata separatamente in merito alla forma della luna e tutti gli altri testimoni erano interrogati più brevemente. La Mishnah stabilisce però che tutti i testimoni devono essere ascoltati e apprezzati per garantire che in futuro si ripresentino ai tribunali (2:6). Poi il capo del tribunale (av bet din) esclamava verso l'assemblea "Santificato!" e il pubblico gridava seguendolo (2:8). Gamliel II possedeva le rappresentazioni della luna e le mostrava ai testimoni. Si generò quindi una disputa tra lui e l'erudito Joshua circa la luna di Tishri; Joshua, in obbedienza al nasi, arrivò a piedi fino a Yavne nel giorno che lui stesso aveva calcolato essere lo Yom Kippur e i due studiosi fecero la pace (3). Esistono vari ostacoli alla santificazione dei mesi, come quando mancava tempo per la cerimonia o quando non c'erano testimoni presenti davanti al bet din: nel primo caso il giorno successivo diventava il novilunio, nel secondo caso il bet din celebrava la santificazione da solo.

## Lo Shofar

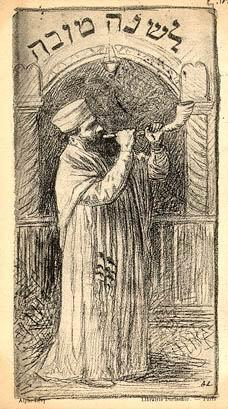
Il suono dello Shofar
disegno di Alphonse Lévy

La Mishnah esamina anche le leggi dello shofar (3:2); il corno della mucca non può essere usato (3:2); la forma della tromba per il Rosh Hashanah, il giorno del digiuno e lo Yobel vengono determinati (3:3-5); danni allo shofar e relativi rimedi (3:6); nei giorni di pericolo le persone che pregano vengono riunite in buche e grotte (3:7); si transita la casa di preghiera solo dal di fuori mentre suona la tromba (3:7); si esorta la gente ad essere tenace, ricordando loro le mani elevate di Mosè durante la guerra contro gli Amaleciti (3:8). In questi giorni di festività i sordi, i malati mentali e i bambini non possono suonare le trombe. Johanan ben Zakkai stabilì che le trombe shofar potevano esser suonate a Yavne e dintorni anche se il festival capitava di Shabbat mentre una volta ciò si faceva solo al Tempio di Gerusalemme (4:.1); fissò anche il lulav fuori del Tempio a sette giorni e proibì la consumazione di grano nuovo durante il secondo giorno di Pesach (4:2); estese il tempo dell'esame dei testimoni fino alla sera e li fece venire a Yavne anche se non c'era un av bet din (4:3). La Mishnah procede poi ad esaminare l'ordine delle preghiere (iv.4), della successione di Malkuyot, Zikronot, e Shoferot, dei passi biblici che riguardano il Regno di Dio, la Provvidenza, il suono della tromba in futuro (4:5) nonché il conduttore della preghiera e la sua relazione alla teki'ah (4:6); descrizioni di festival vengono date in connessione col shofar (4:7); segue poi un esame dell'ordine dei suoni tradizionali (iv.8) e il trattato si conclude con le osservazioni sui doveri del conduttore di preghiera e della congregazione (4:9).

## La Tosefta
La Tosefta segue il succitato ordinamento dei capitoli e contenuti esaminati, aggiungendo commenti che costituiscono la base della Gemara in entrambi i Talmud. Il contenuto della Mishnah con le corrispondenti sezioni della Tosefta è come segue:
Calendario generale dell'anno, I.1-4 = Tosef. I.1-13. Regole in merito ai testimoni mensili, I.5-II.1 (connesso con I.4) = Tosef. I.15-II.1 (abbreviato). Materia storica relativa ai segnali di fuoco e ai messaggeri ed il loro ricevimento di sabato, II.2-6 = Tosef. II.2 (abbreviato). La continuazione delle leggi di II.1 relative ai testimoni (II.7, 8) e mancano nella Tosefta l'interrogazione dei testimoni e la santificazione dei mesi. Dati storici in merito a Gamaliele e la sua disputa con Joshua, II.8-9 = Tosef. II.3 (solo una frase finale). Continuazione delle leggi di cui al II.7 in merito ai testimoni, III.1 = Tosef. III.1, 2. Norme riguardanti lo shofar ed il suo uso, III.2-5 = Tosef. III.3-6a. Frase aggadica sulla devozione = Tosef. III.6b. Osservazioni finali sullo shofar ed i relativi obblighi, III.6-fine = Tosef. IV.1. Ordinanze di Johanan ben Zakkai relative a Rosh Hashanah e allo Shabbat e altri temi = Tosef. IV.2. Ordine del Culto, IV.5-fine = Tosef. IV.4-fine.
Secondo la Tosefta IV.3 la Mishnah II.7 sembra sia stata trasposta ma appartiene a quella sezione in base ai suoi contenuti.
Nel citare molte delle ordinanze di Gamaliele, la Mishnah sottolinea l'autorità della casa patriarcale raccontando la controversia tra il patriarca e il suo vice Joshua e mostra come quest'ultimo sia stato costretto a cedere. La Tosefta omette le ordinanze di Gamaliele e di Johanan ben Zakkai e la disputa dei due leader di scuole né cita nulla del potere dei dignitari Tannaim; la Tosefta è qui un prodotto del tempo degli Amoraim. La dignità del Nasi non viene sottolineata perché acume ed erudizione prevalevano nella scuola ebraica e non c'era alcun desiderio di dar precedenza a vecchie usanze (cfr. Eduyot) ormai sorpassate. Anche la Mishnah contiene alcune aggiunte dell'era degli Amoraim (per es. si veda IV.2, dove il divario viene colmato dalla Tosefta).